# مروان مخول
مروان نزيه مَخُّول، شاعر فلسطيني (مواليد 2 يوليو 1979). ولد في بلدة البقيعة في الجليل الأعلى لأب فلسطيني وأم لبنانية، ويعيش في بلدة منشأه.

## أعماله الأدبية
من قصائده: عربي في مطار بن غوريون، التي نُشرت في الأشهر الأولى من عام 2012 وترجمت للعبرية، وقصيدة مسائية. تُرجم عدد من قصائده إلى الإنجليزية، الفرنسية والعبرية، منها: عربي في مطار بن غوريون، التي نُشرت في الأشهر الأولى من عام 2012، قصيدة مسائية، قصيدة في قطار تل أبيب، قصيدة هالو بيت حانون، وقصيدة صورة آل غزة.
صدر له العديد من المجموعات الأدبيّة والشعريّة بعدّة طبعات.
• «رسالة من آخر رجل» كتاب نثر (إصدار ذاتي – الجليل) – 2002
• ساهم في تحرير «حمراء» انطولوجيا للشعر الطبقي (عن مؤسستيّ التوجّه شرقًا وميكا في كاليفونيا) – 2007
• «أرض الباسيفلورا الحزينة» ديوان شعر في أربع طبعات: (منشورات الجمل – بغداد - بيروت) طبعة أولى – 2011، (مكتبة كل شيء – حيفا) طبعة ثانية – 2011، (دار العين – القاهرة) طبعة ثالثة - 2012
• عمل مسرحي: «مش سفينة نوح»
• «أبيات نسيَتها القصائدُ معي» في ثلاث طبعات
• «أين أمي» – دار الساقي

## منح وجوائز
• ضمن مسابقة صحيفة كل العرب للمواهب الشابّة حصل في العام 1997 على جائزة «الكاتب الشاب».
• حصل في العام 2004 على منحة تفرّغ للمشاركة في ورشة للترجمة الأدبية من رابطة هليكون للشعر ترجمت من خلالها مختارات من أشعاره.
• في العام 2006 (وبعد حجب الجائزة الأولى) ضمن جائزة مؤسسة عبد المُحسن القطّان في رام الله حاز على توصية بمجموعته الشعريّة «صيّاد النرجس» (والتي لم تنشر لغاية الآن).
• في العام 2006 حصل الفيلم الوثائقي «عروس الجليل» والذي شكّلت قصيدته «عروس الجليل» مبناه الأساسي على الجائزة الثانية لمهرجان الأفلام الوثائقيّة العالمي في حيفا.
• عن عمله المسرحي الأوّل «مش سفينة نوح» حصل في العام 2009 على جائزة «أفضل كاتب مسرحي» وذلك ضمن مهرجان مسرحيد في عكّا.
• في العام 2009 وبإشراف شبكة الكتاب الفلسطينيين وضمن احتفاليّة القدس عاصمة الثقافة العربيّة حاز ديوانه الشعري الأوّل "أرض الباسيفلورا الحزينة" على جائزة "أفضل المجموعات الشعرية للشعراء الفلسطينيين في كل أنحاء العالم.

## الحياة العلميّة والعمليّة
• المرحلة الإعدادية: درس في مدرسة البقيعة (1992-1994)
• المرحلة الثانوية: درس في مدرسة ترشيحا الشاملة (1995-1997)
• الدراسة العليا: درس الهندسة المدنيّة في كليّة «المستقبل» (1998-2001)
يعمل مهندسًا ومديرًا لشركة تنفيذ مشاريع بناء مؤسسات عامة (2002- لغاية الآن)

## النشاطات والإسهامات
ينشر بعض قصائده في دوريّات وصحف عربيّة مختلفة، من بينها: صحيفة القدس العربي (لندن)، الأيام، كل العرب والاتحاد (فلسطين)، النهار (لبنان)، مجلة الغاوون (الولايات المتحدة) ومجلة نزوى (عُمان) ومجلة رسائل الشعر.
يشارك مخول سنويًا في مهرجانات شعريّة عالميّة، وفي أمسيات شعرية خاصة به محليا وعالميا.
تحوّل بعض أعماله إلى أعمال غنائيّة ووثائقيّة متميّزة، كما وُظّف بعضها في أعمال مسرحيّة وفنّيّة. مثلًا، قصيدته «صورة آل غزة» تحوّت إلى عمل فنّي في مجال السينوغرافيا وخيال الظل والذي أخرجته مسرحيًا المخرجة الفلسطينية المقيمة في ألمانيا د. دلال مقاري، تم تمثيله على الخشبة فنانون عرب من فلسطين، العراق، الجزائر، تونس وليبيا.
يحاضر في مجال الكتابة الإبداعية ضمن مشروع «فنانون كبار مع فنّانين صغار» وهو مشروع متنقّل لرعاية المواهب الشابّة في كافة أنحاء البلاد.
أحيا أمسيته الشعريّة «عاش البلد مات البلد» والتي حضرها الآلاف المشاهدين على خشبة معظم المسارح في المدن الفلسطينيّة. والتي على أثرها حصل مناصفة مع الشاعر سميح القاسم في استفتاء الرأي العام لدى الصحافة الفلسطينية على لقب «الشخصية الأدبية الأبرز في البلاد للعام 2011»
يشارك في البرنامج الفنّي للمناسبات الفلسطينية الوطنية والقطريّة مثل يوم الأرض ومهرجان العودة.

## بعض المقالات والدراسات التي كتبت حول شعره
• «مروان مخّول: وهج الرّوح والمعنى»؛ للناقد الأدبي ومقدّم الأخبار في قناة العربية التلفزيونية محمود الورواري (موقع العربية نت – 4 نوفمبر 2010)
• «الخروج عن النمطيّة في» عاش البلد مات البلد«لمروان مخّول»؛ للناقد الدكتور بطرس دلّة. (صحيفة الاتحاد 6 ديسمبر 2010)
• «مروان مخّول: الشاعر الهارب من المألوف إلى فجاج»؛ للناقد الأستاذ نور عامر. (صحيفة كل العرب، اليوم السابع – 8 أبريل 2011)
• «أرض الباسيفلورا الحزينة تغزو أرض البرتقال الحزين- انطباعات من ديوان مروان مخّول»؛ للناقد والصحافي نبيل عودة. (صحيفة المثقف – 19 يونيو 2011)
• «الحداثة عند مروان مخول»؛ للناقد الدكتور منير توما. (صحيفة الاتحاد، الملحق الثقافي – 22 أبريل 2011)
• مروان مخول: شاعر، إنسان واستثناء؛ للصحافي الشاعر مصطفى قبلاوي (موقع بكرا الإلكتروني – 11 يناير 2012)
• «شاعريّة مروان مخّول وخصوصيتها» أطروحة لنيل اللقب الأوّل بدرجة امتياز، في كلية الآداب واللغات الأجنبيّة في جامعة جنوا (إيطاليا) أعدتها الإيطاليّة الينورا جاتو وباشراف البروفيسور لوسي لاديكوف وبمشاركة البروفيسور ب. باربرا (السنة الدراسية 2010-2011).

## قصيدة عربي في مطار بن غوريون
| أنا عربي! صحت في باب المطار فاختصرتُ لجنديّةِ الأمنِ الطّريقَ إليّ، ذهبتُ إليها وقلتُ: استجوبيني، ولكن سريعًا، لو سمحتِ، لأنّي لا أريد التّأخّرَ عن موعد الطّائرة. قالت: من أين أنت؟ من غساسنةِ الجَولان أصلُ فروسيّتي - قلتُ جارُ مومِسٍ من أريحا؛ تلك الّتي وشَتْ إلى يهوذا بالطّريقِ إلى الضِّفّة الغربيّة يوم احتلّها فاحتلّها التّاريخُ من بعدهِ في الصّفحةِ الأولى. من حَجر الخليل الصُّلبِ أجوبتي وُلدتُ زمنَ المؤابيّينَ النّازلينَ من قبلكم أرضَ الزّمانِ الخانعة، من كَنعانَ أبي وأمّي فينيقيّةٌ من جنوبِ لبنان في السّابقْ، ماتت أمُّها، أمّي، قبل شهرين ولم تودّعْ جثمانَ أمّها، أمّي، قبل شهرين، بكيتُ بِحضنها كي تؤانسَها الأُلفةُ في البُقَيعَةِ عند سفحِ المُصيبة والنّصيب، لبنانُ يا أختُ المستحيلْ، وأنا أمُّ أمّي الوحيدةُ في الشِّمال! سألتني: ومن رتَّبَ الحقيبةَ لك؟ قلتُ: أسامة بنُ لادن، ولكن! رويدكِ، فهذا مُزاحُ الجراحِ المتاحْ، نكتةٌ يحترفُها الواقعيّونَ مثلي ها هنا في الكفاحْ، أناضلُ منذ ستّينَ عامًا بالكلام عن السّلام، لا أسطو على المستوطنة، ولستُ أملِكُ مثلَكُم دبّابةً كالّتي على متنها، دغدغَ الجنديُّ غزّة، لم أرمِ قنبلةً من الأباتشي في سِجلّيَ الشّخصيّْ لا لنقصٍ فيّ بل لأنّي أرى في الأفقِ المدى صدى السّأمِ من ثورةِ السِّلميِّ في غير موضعها ومن حُسن السّلوك. |  |  |  |  |  |  |  |  |  |  |  |  |  |  | هل أعطاكَ أحدُهُم شيءًا في الطّريق إلى هنا - سألت، قلتُ: هو المنفيُّ في النَّيربْ أعطانيَ الذّكرياتْ ومِفتاحَ بيتٍ في الحكاياتْ صدأُ الحديد على المفتاحِ وَتّرَني ولكنّي كالمَعدِنِ الأصليِّ؛ أُرجِّعُ ذاتي بذاتي، إن أحنّ، من أنينِ اللاجئينْ يَبعثُ الشّوقُ جناحهُ عبر الحدودِ لا حَرسٌ أو ألفُ يمنعُهُ ولا أنتِ، أكيد. قالت: هل من أداةٍ حادّةٍ في حيازتك؟ قلتُ: عاطفتي بَشَرتي.. وملامحُ القمحيِّ فيّْ، وُلدتُ هنا بلا ذنبٍ سوى الحظّ، متشائلًا قد كنتُ في السّبعين أنا المتفائلَ بأنشودتين عصيّتينِ عليكِ الآن في سجنِ جِلْبُوَّعْ. أَصْلي وفصلي من رواياتِ الزّمانِ الفجِّ جنازةُ الماضي وعرسٌ في قاعةِ الأملِ القريب، بلحٌ من الغَورِ رعرعني وفسّرني الكلام. في حيازتي طفلٌ أجّلتُه عن موعد التّوليدِ كي يأتي إلى صباحٍ لا كهذا الهشِّ يا بنت أوكرانيا. في حيازتي أنّ المؤذّنَ صادحًا يُطربُني رغم إلحادي أصيحُ كي تَجفُلَ الآنّاتُ في النّاياتْ وكي تَصدَحَ الكمنجةُ في الطّبنجةِ من خلودٍ في الوجود. تأخذني الجنديّةُ إلى تفتيشِ حاجاتي تأمرُني بفتحِ الحقيبة، أفعلُ ما تشاء! فينِزُّ من قلب الحقيبةِ قلبي، وأغنيتي ومعنى المعنى يفُزُّ فصاحةً وفجاجةً منها وفيها كلُّ ما فيّ. |  |  |  |  |  |  |  |  |  |  |  |  |  |  | تسألني: وما هذا؟ أقولُ: سورةُ الإسراءِ من معراجِ أوردتي وتفسيرُ الجلالين، ديوانُ أبي الطّيّب المتنبّي وأختي مرام، صورةً وحقيقةً في آن، شالٌ حريريٌّ يدثّرني ويحميني من برد البُعادِ عن الأقاربْ، تَبغٌ من عرّابة البطّوفِ دَوَّخَني إلى أن حشّشَ المجهولُ فيّْ وفيَّ وفيٌّ وفيّْ.. زعترٌ بلديّْ جلّنارُ النّارْ، جليليٌّ بَهيّْ عقيقي، كافوري، بَخورُي وأنّيَ حَيّْ. مَرجانُ حيفا المشعُّ المستديمُ المستنيرُ المستحيلُ المستريحُ في جيبِ عودتنا بلا سببٍ سوى أنّا عَبَدنا حُسنَ نِيّتنا وأوثقنا النّكبةَ السّقطةَ في الماضي وفيّ! تُسَلِّمُني الجنديّةُ إلى الشّرطيِّ الّذي تحسّسني في فجأةٍ ثمّ صاح: ما هذا؟! عضويَ الوطنيّْ - أقولُ ونسلي.. حمى أهلي وبيضتا حمامٍ تفقّسانِ رجولةً وأنوثةً منّي ولي، يبحثُ بي عن كلّ شيء ممكنٍ وخطيرْ لكنّهُ أعمى هذا الغريبَ الّذي ينسى قنابلَ بي أشدَّ مضاضةً وأهمّ: عنفواني، جُموحي، نزقَ النّسور في لهفي وفي جسدي شامَتي وشهامتي، هذا أنا كاملًا متكاملًا لن يراني فيما يرى هذا الغبيّ. الآن، وبعد ساعتينِ من معركة المعنويّاتْ ألعَقُ جرحي لخمسِ دقائقَ كافياتْ ثمّ أصعدُ الطّائرة الّتي ارتفعت. لا للذّهاب ولا للإياب، بل لأرى جنديّةَ الأمنِ تحتي الشّرطيَّ في نشيدِ حذائيَ الوطنيِّ تحتي وتحتي أكذوبة التّاريخِ المعلّبِ مِثلَ بن غوريون الّذي صارَ كما كان كما كان كما كان تحتي. |

## «أبيات نسيتها القصائد معي»
| كلّما ضرب الفلّاحُ أرضَه بالفأس تفرح النّباتات، أمّا السّماء فتتعاطف مع أختها وتبكي. على شجر البرتقال مليون شمس. سؤال صغير: من سيأكل تلك الدّيدانَ الّتي ستأكلني فيما بعد؟ لماذا كلّما جاء العيد الّذي كلّه خير يخاف خروف أخي علاء؟ لظلّي ظلٌّ.. مِن بَشَر. أحيانًا يكون قطف الثّمرة عن شجرة اعتنى بها والداك لأجلك أصعب من زرع بذرة. في صفّورية وخلف وَعْر الصّنوبر لا يزال التّين مثمرًا يا صاحبه الّذي في النّاصرة. الشّعب المُولَع بالأغاني الحزينة هو شعب ذو حضارة في خبر كان. في الشّيخوخة يبحث العجوز عن حَيِّ الموت الّذي يسكنه كلّ الأصدقاء. هناك من يعيش ليهرب من الموت، وهناك، أيضًا، من عاف الحياة لعلَّ الموت هو الّذي يهرب. صوت الحاكم مبحوح كونَه يخاطبني بصوت صاخب لا أفهمه. التّاريخ يُكتب بقلم أحمر موضوعٍ في دُرج حاكم ناقم مثل فُلانْياهو. نعم هتلر.. تُراك لاعبَ دومينو ضعيفًا؛ فقد أسقطتَ اليهوديّ عليّ ولم أسقط. علّمني الصِّهيونيّ المتشبّث بماضيه البعيد أنّه يجوز الحنينُ إلى ماضٍ لا يزال.. لا يزال. |  |  |  |  |  |  |  |  |  |  |  |  |  |  |  |  |  | لأنّك جليلٌ أيّها الجليل الأعلى استوطنتُ في "معالوت". الثّرثرة نزيف شديد في دماغ المحادثة. أسماؤنا لا تُشبهنا بالضّرورة لذا يجب أن نُسمّى في الثّلاثين. أجرؤ على كتابة أيّ موضوع حسّاس ولكنّي أجبَنُ من أن أصيح في الشّارع الفارغ. أصْدَق ما كتبتهُ عن نفسي محوته. البطل هَشّ الزّبّال هَشّ، النّاسك هَشّ، وحتّى الشّاعر هَشّ أمامَكِ أيّتها الأنثى. أسرع وسيلة نقل تُقِلّني إليكِ هي مِن صناعة وطنيّة طراز عاطفتي. عندما تغيبينَ عنّي أشتاق إليكِ ولمّا تعودين أشتاق أكثر إلى ذلك الشّوق. لا أرى في الغروب سوى شروق يأتي من جهة الأمل. وما القمرُ سوى رغيف أحمر نسيَهُ النّهار على غاز اللّيل. عذرًا إليك نيوتن: ليست الجاذبيّة مَن أسقطت التّفّاحة، بل هي الأرض من تحنّ إلى صغارها. الشّعر أصدق من الواقع: كأن تعترف، مثلًا، بأنّ في معركة "توم وجيري" الأخير هو المُذنب. |  |  |  |  |  |  |  |  |  |  |  |  |  |  |  |  |  | الوضع السّياسيّ سيّارة يقودها متهوّرون طاعنون في الكذب وفي السّنّ. أجمل ما في التّماثيل أنّها عارية. القاتل والتّمثال متشابهان لأنّ الاثنين مصنوعان من صخر ولكنّ الأخير لا يَضير. في الحُلْم تتجلّى الحقيقة كأن تبوح من خلاله بما لا تقوله صباحًا. في أسبوع الحِداد يذوب الحزن قليلًا فيما ينمو فرح يشبه نبات ذقن الثّاكل. العاهرة من أشرف النّاس لأنّها لا تخفي شيءًا كالّذي يخفيه أتقياء هذا العصر. القتل ابن الموت من حَمْل غير شرعيّ. للخريف جماليّات: تسقط الأوراق على الرّصيف كأنّها مُشاة. للخريف جماليّات أحلى، وَضَعها الله في تصرُّف باقي الفصول. لا تحزني يا واحات الصّحراء الوحيدة ألا ترين الأفقَ يتجلّى من كلِّ صوب؟ أنا والأفق أزعران كونَنا ذَوَي هدفٍ أرعنَ يُدعى المدى. "أن تكون أو لا تكون": مسألة بيد قائد الـF16. "أن تكون (معنويًّا) أو لا تكون": مسألة مفروغ منها؛ أن تكون. |